# Millions (plaats)
Millions is een voormalige seizoensgebonden vissersnederzetting in de Canadese provincie Newfoundland en Labrador. De plaats was gevestigd aan Million Cove, een zee-inham aan de noordoostkust van het Great Northern Peninsula van Newfoundland.

## Toponymie
De naam Millions is zowel in het Engels als Frans gelijk en betekent letterlijk "miljoenen". Soms werd naar het plaatsje ook verwezen met de naam van de inham waaraan het ligt, namelijk Million Cove of Million's Cove in het Engels; en Anse aux Millions of Anse des Millions in het Frans.

## Geschiedenis
Een schatting van het aantal boten (chaloupes) werkzaam per vissersnederzetting geeft aan dat Millions reeds in 1640 bestond, net als 36 andere Franse vissersnederzettingen tussen Quirpon Island en LaScie. Er waren toen zes vissersboten actief vanuit het plaatsje, waarmee het een van de kleinste nederzettingen was langsheen dat deel van de "French Shore". De grootste nederzetting, namelijk die op Grevigneux Island, had ter vergelijking zo'n 70 boten actief vanuit z'n haven. Ook in 1680 waren er zes vissersboten actief vanuit Millions.
Rond 1784 werd het aantal vissersboten actief vanuit Millions geschat op acht. Ook in 1821 betrof het acht boten. Daarmee was Millions ook toen bij de allerkleinste nederzettingen langsheen de meer dan 500 km kustlijn tussen Quirpon Island en LaScie. De amper bestaande mogelijkheden tot aanmeren en het gebrek aan bescherming verklaren waarom het plaatsje nooit verder kon groeien. In de meeste gevallen meerden de vissers van Millions zich dan ook aan in Croque Harbour, een goede en grote natuurlijke haven die wat verder noordwaarts ligt. Ooit bevonden zich daar vijf vissersgehuchten, waarvan het nu verdwenen Southwest Croque zowel per boot (7 km) als te voet (1,3 km) het meest nabijgelegen was. Ook die grote nabijheid tot Southwest Croque maakte de locatie van Millions ondanks de moeilijkheden enigszins interessant, aangezien Southwest Croque (Petit Maître) ten tijde van de Franse seizoensvisserij een administratief centrum was.
Niet lang na het aanbreken van de 19e eeuw ging Millions echter achteruit. Volgens vaststellingen zowel in 1832 als in 1872 waren er slechts vier vissersboten meer actief vanuit de nederzetting aan Million Cove. Niet lang na het aanbreken van de 20e eeuw werd de plaats niet langer aangedaan door seizoensvissers, vermoedelijk ergens na 1913.

## Geografie
Million Cove, de inham waaraan het plaatsje gevestigd was, is volledig open naar het oosten. De cove biedt dus weinig bescherming ten opzichte van de Atlantische Oceaan en de stevige zuidwestenwinden die er geregeld staan. De mogelijkheden tot aanmeren zijn, zelfs met een kleine vissersboot, daarenboven bijzonder beperkt. Ondanks die omstandigheden was de locatie toch aantrekkelijk aangezien het een erg goede vislocatie was.
Millions was gevestigd aan de enige plek waar aanleggen mogelijk is, met name twee erg kleine en smalle coves met keienstrand aan de noordoever van de baai. Deze kleine, naast elkaar gelegen inhammetjes liggen aan de westzijde van een 200 meter lange en rotsachtige landtong. Die landtong bevindt zich op haar beurt 400 meter ten westen van Point Rets, de noordelijke kaap van Million Cove.

## Archeologische sporen
Millions is geen in het landschap zichtbaar spookdorp, maar bestaat uitsluitend nog uit archeologische overblijfselen. De archeologische site is gecategoriseerd onder de noemer EgAw-10. Een van de overblijfselen is een overgroeide maar nog in het landschap zichtbare galet. Dat is een door de Fransen aangelegd "terras" van keien en stenen nabij de waterrand. Op de galet werd de kabeljauw na het kuisen, wassen en zouten ervan in de open lucht enkele dagen te drogen gelegd. Ook een oud paadje dat liep vanuit het voormalige Southwest Croque naar Millions is nog goed zichtbaar in het landschap.